# Mattias Vepsä
Claes Mattias Vepsä, född 2 februari 1980 i Kista församling i Stockholms län, är en svensk politiker (socialdemokrat). Han är invald i riksdagen som ordinarie ledamot för Stockholms kommuns valkrets sedan 2022. Dessförinnan var han periodvis statsrådsersättare i riksdagen under åren 2017–2022.
Vepsä är uppvuxen i Laholm. Han gick som tonåring med i SSU, och blev invald i SSU:s förbundsstyrelse 2003, och var sedan förbundssekreterare för SSU från 2005 till 2011. När Anna Sjödin först tog timeout och sedan avgick som SSU-ordförande hösten 2006 fick Vepsä rollen som SSU:s talesman. Detta uppdrag hade han tills Jytte Guteland valdes till ny ordförande sommaren 2007. Han har också arbetat som politisk sekreterare för Socialdemokraterna i Eskilstuna kommun. 
Vepsä ligger ideologiskt i Socialdemokratins vänsterfåra.[källa behövs] Han har ett starkt engagemang för internationell solidaritet. Två tydliga hjärtefrågor är Palestina och Västsahara. Under sin tid som förbundssekreterare i SSU ledde han flera resor till nämnda länder. 